# Аб-Ґарм-е Бала
Аб-Ґарм-е Бала (перс. اب گرم بالا) — село в Ірані, у дегестані Бакерабад, у Центральному бахші, шахрестані Магаллат остану Марказі. За даними перепису 2006 року, його населення становило 11 осіб, що проживали у складі 8 сімей.

## Клімат
Середня річна температура становить 14,24 °C, середня максимальна – 31,74 °C, а середня мінімальна – -6,72 °C. Середня річна кількість опадів – 191 мм.
| Клімат поселення                              | Клімат поселення | Клімат поселення | Клімат поселення | Клімат поселення | Клімат поселення | Клімат поселення | Клімат поселення | Клімат поселення | Клімат поселення | Клімат поселення | Клімат поселення | Клімат поселення | Клімат поселення |
| Показник                                      | Січ.             | Лют.             | Бер.             | Квіт.            | Трав.            | Черв.            | Лип.             | Серп.            | Вер.             | Жовт.            | Лист.            | Груд.            |                  |
| Середній максимум, °C                         | 9,59             | 11,84            | 16,52            | 22,24            | 26,82            | 30,29            | 31,74            | 31,03            | 27,46            | 21,61            | 15,46            | 9,54             |                  |
| Середня температура, °C                       | 1,44             | 3,69             | 8,36             | 14,09            | 18,66            | 22,13            | 26,03            | 25,32            | 21,75            | 15,90            | 9,74             | 3,83             |                  |
| Середній мінімум, °C                          | −6,72            | −4,48            | 0,21             | 5,94             | 10,51            | 13,97            | 20,32            | 19,60            | 16,04            | 10,18            | 4,03             | −1,9             |                  |
| Норма опадів, мм                              | 32               | 30               | 36               | 23               | 16               | 2                | 1                | 1                | 0                | 8                | 17               | 25               |                  |
| Середньомісячна швидкість вітру, м/с          | 1.80             | 2.03             | 2.89             | 2.87             | 2.69             | 2.47             | 2.76             | 2.31             | 2.12             | 2.22             | 1.82             | 1.58             |                  |
| Середньомісячна сонячна радіація, кДж/м²·день | 9503             | 12830            | 15460            | 18859            | 22635            | 26652            | 26040            | 24396            | 21328            | 15930            | 11478            | 9308             |                  |
| --------------------------------------------- | ---------------- | ---------------- | ---------------- | ---------------- | ---------------- | ---------------- | ---------------- | ---------------- | ---------------- | ---------------- | ---------------- | ---------------- | ---------------- |
| Джерело:                                      |                  |                  |                  |                  |                  |                  |                  |                  |                  |                  |                  |                  |                  |